# Astyanax paranahybae
Astyanax paranahybae är en fiskart som beskrevs av Eigenmann, 1911. Astyanax paranahybae ingår i släktet Astyanax och familjen Characidae. Inga underarter finns listade.